# 広瀬村 (岐阜県)
広瀬村（ひろせむら）は、かつて岐阜県池田郡にあった村である。現在の揖斐郡揖斐川町坂内広瀬に該当する。

## 概要
村名は、この地が広瀬氏の居住地だったことによる。1573年（天正3年）の文書には「小島庄廣瀬郷」の名が現れる。人家は3集落から成り、広瀬の集落が最大で、西村・北村・羽根村に分かれる。大草履は西方40町（約4.3km）のところにあって人家は山腹に散在した。浅又はその南方の浅又川（広瀬浅又川・坂内川の支流）に沿って広く散在するが、その多くは農繁期の際の住居に過ぎなかった。
正保年間（1645年 - 1648年）に広瀬村は羽根村、西村、北村に分立したが、1875年（明治8年）6月1日に羽根村、西村、北村が合併して広瀬村が成立した。
1616年（元和2年）の村高（石高）は414石1斗8升。1873年（明治6年）の調高では456石2斗6合、段別田41町8段5畝歩（約41.5ha）・畑12町4段21歩（約12.3ha）・屋敷5町2段15歩（約5.2ha）、外に試起田7町9段4歩（約7.8ha）・同畑2町1段6畝20歩（約2.1ha）があった。
1897年（明治30年）4月1日の揖斐郡設置時に、坂本村、川上村と廃置分合（合併）して揖斐郡坂内村の一部となり、同村の大字となる。

## 歴史
- 江戸時代 - 大垣藩領。
- 正保年間（1645年 - 1648年） - 広瀬村は、羽根村、西村、北村に分立する。
- 1871年8月29日（明治4年7月14日） - 廃藩置県により、大垣県に所属する。
- 1872年1月2日（明治4年11月22日） - 第1次府県統合に伴い、岐阜県に所属する。
- 1872年（明治5年）9月 - 大区小区制により美濃国を175区に分割。羽根村、西村、北村は75区に属する[6]。
- 1873年（明治6年）4月 - 岐阜県内管内区画を改正して12大区175小区に分割。旧75区は第6大区6小区に属する[6]。
- 1875年（明治8年）6月1日 - 羽根村、西村、北村が合併して広瀬村となる[3][4]。
- 1879年（明治12年）2月18日 - 郡区町村編制法（明治11年7月22日太政官布告第17号）施行に伴い大区小区制を廃止し、当村は大野池田郡役所（郡役所・大野郡三輪村）の管掌下となる[7]。
- 1889年（明治22年）7月1日 - 町村制（明治44年4月7日法律第69号）施行により、自治体としての広瀬村が発足[8]。
- 1897年（明治30年）4月1日 - 池田郡広瀬村、坂本村及び、川上村が合併して坂内村が発足。同日、広瀬村廃止[5]。同日、池田郡が大野郡の一部と合併して揖斐郡となる[9][10]。

## 神社・仏閣
- 広瀬神社

## 教育
- 広瀬観成義校（後の揖斐川町立坂内小中学校。2022年（令和4年）3月31日廃校）